# 黎聖宗
黎聖宗（れいせいそう、レ・タイントン、ベトナム語：Lê Thánh Tông / 黎聖宗）は、後黎朝大越の第5代皇帝（在位：1460年 - 1497年）。諱は黎 思誠（れい しせい、レ・トゥ・タイン、ベトナム語：Lê Tư Thành / 黎思誠。別名は黎 灝（れい こう、レ・ハオ、ベトナム語：Lê Hạo / 黎灝）。現在のベトナム各地にはその名を冠した「レ・タイントン通り（ベトナム語: Đường Lê Thánh Tông）」がある。

## 生涯
第2代皇帝太宗の四男として昇龍埬栘に生まれる。大和3年（1444年）に仁宗から平原王に封じられる。延寧6年（1459年）に長兄の黎宜民が仁宗を殺して即位すると、嘉王に封じられた。
即位前の政治、軍事の事績については『大越史記全書』に記されておらず、経籍を愛読したことが伝えられる。仁宗暗殺後の混乱の中、阮熾や丁列ら軍部の元老を旗頭として禁軍（近衛兵）の将校が起こしたクーデターにより光順元年（1460年）に即位した。

### 外征・外交
軍制改革を行い、洪徳元年（1470年）8月にチャンパ王マハー・サジャンの侵入を退けて逆に親征し、チャンパの王都ヴィジャヤを陥落させるなどの成果を挙げた。
征服したチャンパの旧域に広南承宣を設置して現在のベトナム南中部のベトナム化を進め、大越のチャンパに対する優位を確たるものとした。パーンドゥランガに拠るチャンパ王ガライ（マハー・サジャンの孫）に対しては対立王にデーヴァターを立てて干渉した。また洪徳10年（1479年）8月にラオスのラーンサーン王朝へも親征し、5方向から軍を進めた。王都ルアンパバーンを破壊、現在のジャール平原にあたる地域に鎮寧府を設置し、7県を置いて統治した。その後勢いに乗ってラーンナーに侵攻するが、これは失敗している。雲南に数度派兵、マラッカ王国にも影響を及ぼそうとして後黎朝の最大版図を築いた。
明に対してはチャンパへの侵攻を正当化して介入をかわそうとし、明側は聖宗が偽証を述べたと知っていながら強硬に介入することはできず、土地の返還を勧奨するにとどまった。
洪徳16年（1485年）には周辺勢力に向けて大越に対する朝貢を行うように令を発し、その中にはラオス・チャンパのみならず、ジャワ・シャム・マラッカの名も含まれていた。

### 光順中興
明の制度にならい、相国を廃止して朝廷に六部を設置した。六部は吏部・戸部・礼部・兵部・刑部・工部で構成され、翰林院・国史院・御史台が専門機関として設けられた。洪徳14年（1483年）に律令『洪徳法典（国朝刑律）』を公布し、中央集権制度の整備に尽くした。『洪徳法典』は中国的な封建制を基盤としてベトナム本来の法律と慣習を成文化したものであり、女性の権利の保護に関わる条文も存在した。
地方制度も整え、国土を13の承宣（トゥアティエン）に分けて昇龍を中都府に定め、承宣の内部を府県に細分化した。王朝初期からの土地制度を改良、紅河デルタ一帯に均田制を施行した。公田は6年に一度の検地に基づいて農民に公平に分配され、税収と兵数の把握に役立った。また、紅河デルタに存在していた集落を社（サー）という区画にまとめ上げ、社は徴税・徴兵・公共事業の単位として機能した。1954年にベトナム民主共和国によって行われる土地改革まで、500年近くの間公田と社が紅河デルタ地方の土地制度を形成した。
中国の史書『明史』においても聖宗の治績は称えられ、「光順中興」と呼ばれるその治世はまさに後黎朝の全盛期であった。

### 科挙とベトナム文化
聖宗は先代の前廃帝黎宜民が目指した官僚主導の政権の構築を目指し、「光順中興」の時代に聖宗の治世から始まった科挙制度が確立された。受験者の資格の制定（儒教の徳目に反する者は郷試の受験が認められなかった）、会試の方法の改定によって合格者の質の向上を図り、制度の確立に貢献があったのは仁宗、聖宗の治世に登用された科挙官僚であった。合格者の名前は石碑に刻まれ、そこにはベトナム史に残る政治家、学者、文人の名前が多く記されていた。科挙による朱子学の振興と試験を通過した文人官僚の増加は、史学とベトナム漢文学の隆盛ももたらした。ベトナム各地の伝説を集めた『嶺南摭怪』の編纂、呉士連によって献上された、それまでのベトナム史書の集大成である編年体の通史『大越史記全書』の完成が聖宗期の史学界を代表する出来事として挙げられる。
文人官僚だけでなく聖宗自身も詩作を好み、文芸サロンの騒壇（タオダン）会を主宰するほどだった。その著作には、漢文による『瓊苑九歌』『珠璣勝賞』『征西紀行』『明良錦繍』『文明古師』『古心百詠』、チュノムを用いた『洪徳国音詩集』、詩集『天南余暇集』がある。
聖宗は軍部で要職の多くを占めていた清華出身者を抑えるために、科挙合格者に南策出身者を多く加えた。死後は長男の憲宗が跡を継ぐが、清華出身の軍人と南策出身の新興官僚の対立が深まり、後黎朝は次第に衰退期に入ることになる。

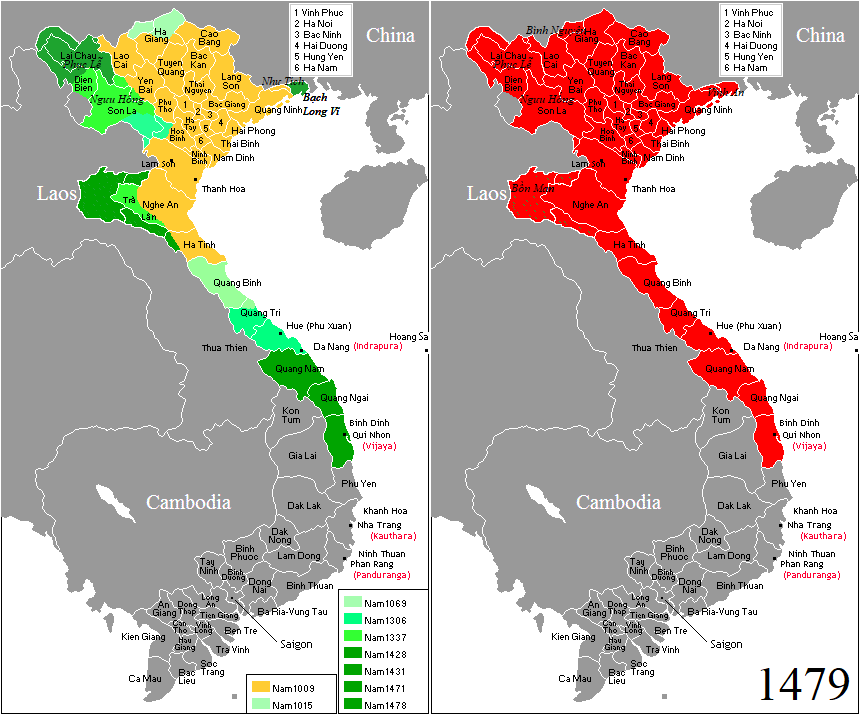
聖宗の治世に緑と深緑の地域が大越の支配下に入った

## 子女
合わせて14男20女を儲けた。

### 男子
1. 憲宗 黎暉
2. 梁王 黎銓
3. 宋王 黎鏦
4. 唐王 黎鎬
5. 建王 黎鑌（中国語版） - 昭宗により徳宗建皇帝と追尊された。
6. 福王 黎錚（中国語版）
7. 演王 黎鏓
8. 広王 黎鐰
9. 臨王 黎鏘
10. 応王 黎｛金+昭｝
11. 義王 黎｛金+耿｝
12. 鎮王 黎鋞
13. 肇王 黎鋑
14. 荊王 黎鍵